# Pīfānach
Pīfānach (persiska: Bīfānaj, پیفانچ) är en ort i Iran.   Den ligger i provinsen Hamadan, i den nordvästra delen av landet, 300 km väster om huvudstaden Teheran. Pīfānach ligger 1 531 meter över havet och antalet invånare är 234.
Terrängen runt Pīfānach är kuperad åt sydväst, men åt nordost är den platt. Runt Pīfānach är det ganska tätbefolkat, med 86 invånare per kvadratkilometer. Närmaste större samhälle är Kangāvar, 13,1 km söder om Pīfānach. Trakten runt Pīfānach består till största delen av jordbruksmark.